# UAZ 452
UAZ-452 (nazywany również UAZ-452 Minibus, UAZ 3741 oraz potocznie ros. "Буханка", czyt. "Buchanka" czyli "Bochenek") – samochód wielozadaniowy i dostawczy produkowany przez UAZ od 1965 roku w fabryce w Uljanowsku. Pojazd jest dostępny w różnych odmianach nadwoziowych i używany przez policję, straż pożarną i wojsko, jak również przez prywatnych odbiorców.

## Opis modelu
Poprzednik modelu, UAZ-450 (produkowany w latach 1958-1966), bazował na podwoziu i silniku GAZ-a 69 i był pierwszym pojazdem typu cab-over w Związku Radzieckim i Rosji. 452 jest zmienioną i uproszczoną wersją 450.

## Galeria

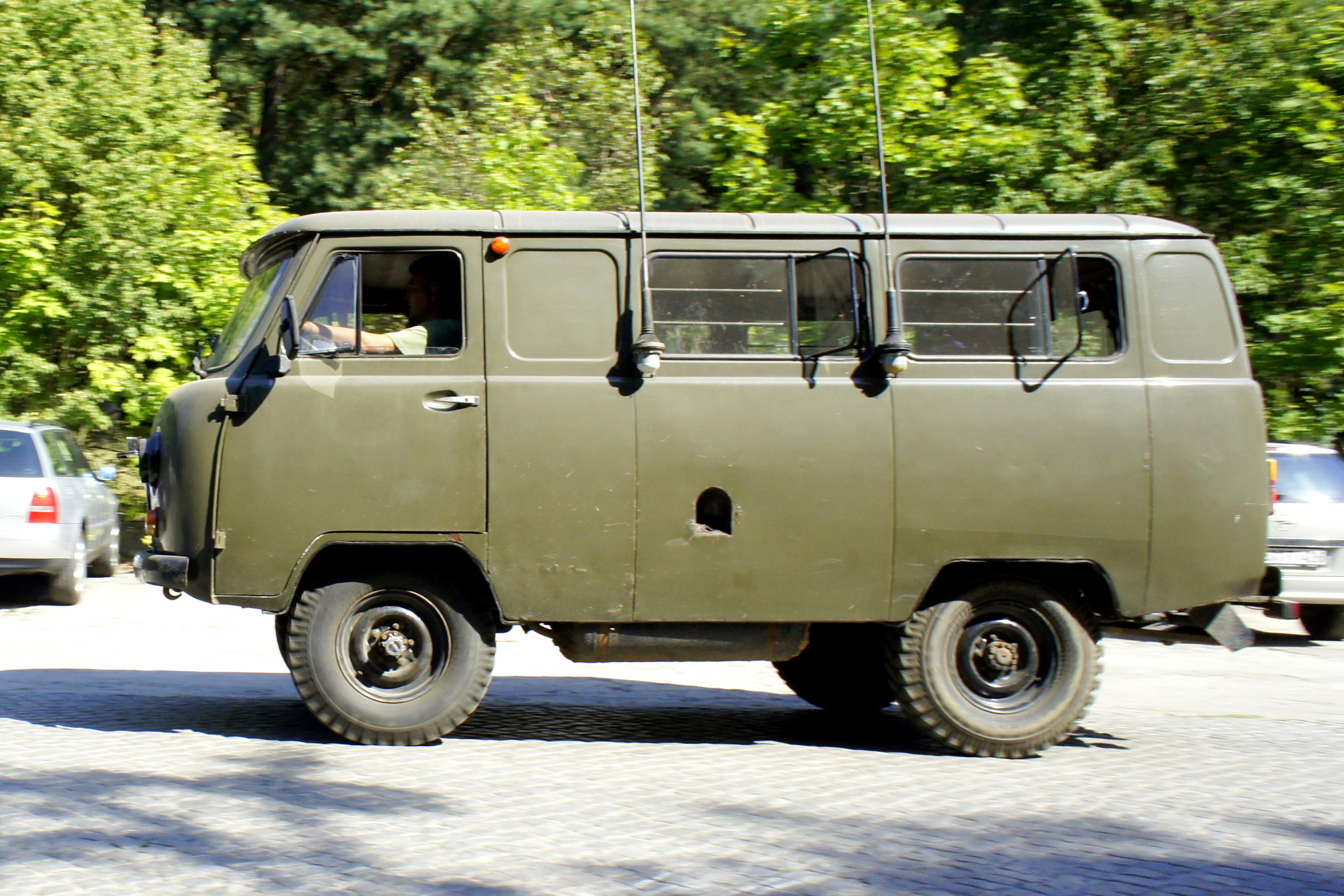
Z demobilu Sił Zbrojnych PRL
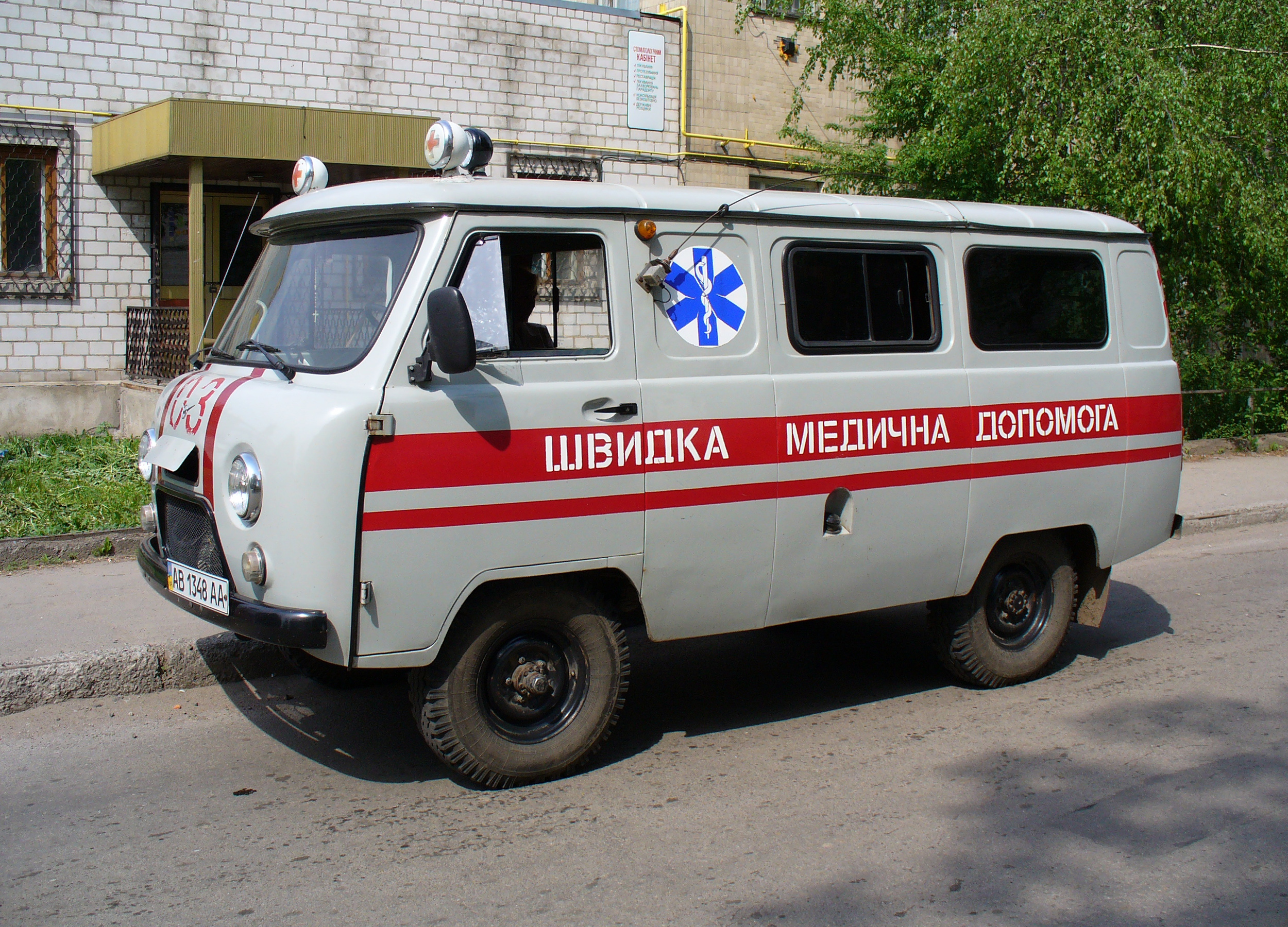
Ambulans pogotowia ratunkowego na Ukrainie
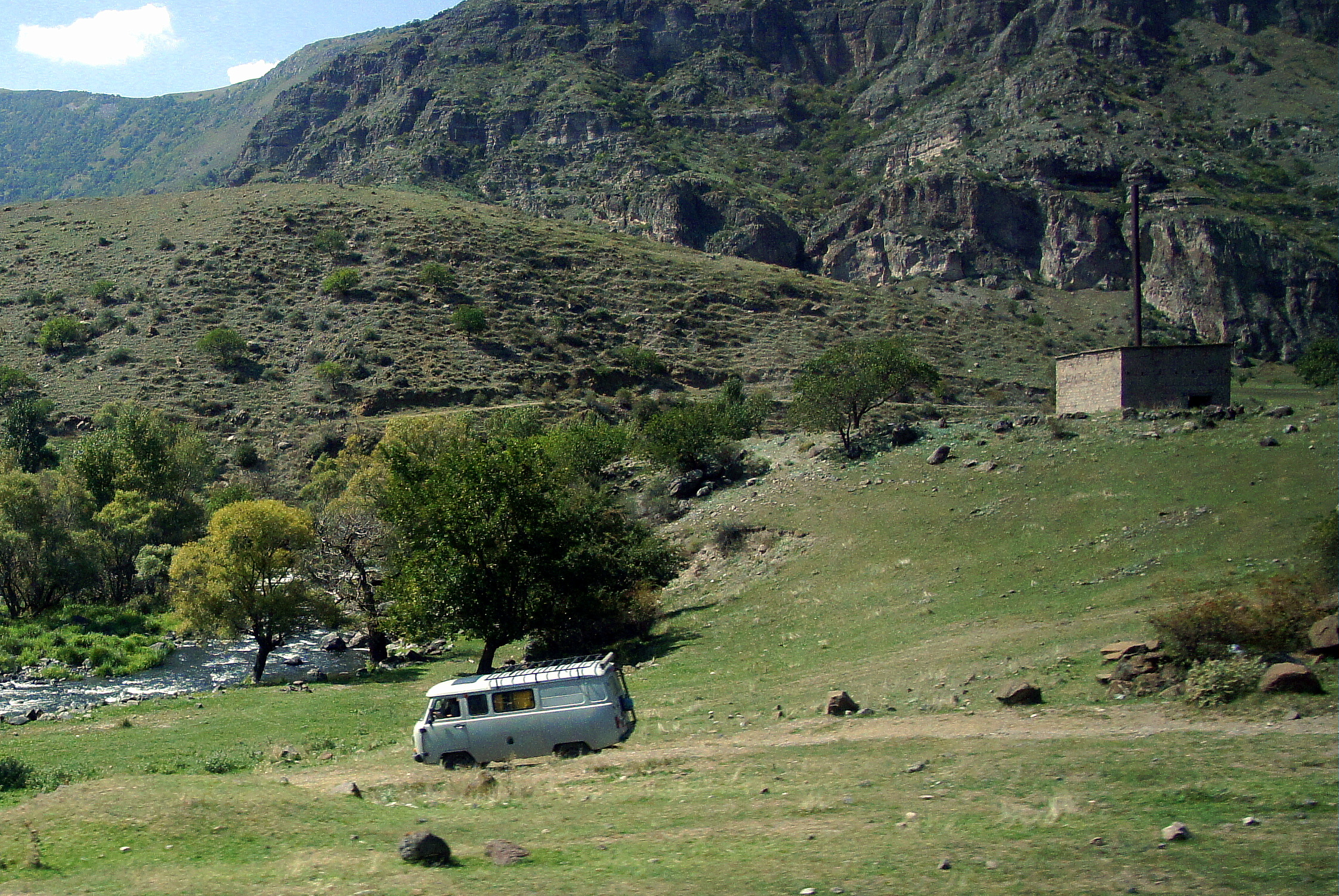
Na kaukaskich bezdrożach (2024)